# 大野純一 (経済学者)
大野 純一（おおの じゅんいち、1898年8月5日 - 1982年1月31日）は、日本の経済学者。専門は財政学。初代小樽商科大学学長。

## 人物・経歴
北海道滝川町出身。1919年小樽高等商業学校（現小樽商科大学）卒業。1922年東京高等商業学校（現一橋大学）専攻部卒業。同年小樽高等商業学校講師。同年小樽高等商業学校助教授。
1924年小樽高等商業学校教授。1927年から1931年までドイツに留学。1945年小樽経済専門学校図書館主幹。1946年から校長を務め、1947年には男女共学制度を施行。1949年から初代小樽商科大学学長。1950年小樽セーリング協会会長。
1952年に小樽商科大学短期大学部を設置。1962年定年退官、小樽商科大学名誉教授。1968年勲二等旭日重光章受章。1982年叙従三位。『資本論』第一巻初版本などを含む蔵書は、小樽商科大学附属図書館に大野文庫として納められた。

## 訳書
- ヘルベルト・ブロック著『マルクス貨幣理論批判』宝文館 1933年

## 関連書籍
- 『大野純一先生追想集』「大野純一先生追想集」刊行会 1983年